# بانویل لا کامپاگنه
بانویل لا کامپاگنه (به فرانسوی: Banneville-la-Campagne) یک کمون در فرانسه است که در کالوادوس واقع شده‌است. بانویل لا کامپاگنه ۶٫۴۴ کیلومتر مربع مساحت دارد ۱۰ متر بالاتر از سطح دریا واقع شده‌است.